# Färber (Familienname)
Färber oder Faerber ist ein häufiger Familienname und der Berufsname derjenigen, die die Tätigkeit des Färbens ausüben.

## Namensträger
- Adolf Färber (1912–1987), deutscher SED-Funktionär
- Alexa Färber (* 1968), deutsche Ethnologin
- Alfred Färber, wirklicher Name von: Alfred Loretto (1878–1945), deutscher Filmschauspieler
- Annemarie Färber (* 1943), deutsche Badmintonspielerin
- Anton Färber (1906–1991), deutscher Schauspieler
- Bernd Färber (* 1978), deutscher Schauspieler
- Christoph Färber (1604–1662), deutscher Mediziner, siehe Christoph Tinctorius
- Detlef Färber (* 1958), deutscher Journalist und Schriftsteller
- Dieter Färber (1936–2016), deutscher Mediziner
- Eduard Färber (1892–1969), austroamerikanischer Chemiker und Chemiehistoriker, siehe Eduard Farber
- Ernestine Färber-Strasser (1884–nach 1955), deutsche Altistin und Kammersängerin
- Gisela Färber (* 1955), deutsche Finanzwissenschaftlerin
- Hans Färber (Philologe) (1908–1986), deutscher Klassischer Philologe und Gymnasialdirektor
- Hans-Johann Färber (* 1947), deutscher Ruderer und Olympiasieger
- Heinrich Färber (1864–1941), österreichischer Nationalökonom
- Helmut Färber (* 1937), deutscher Filmwissenschaftler
- Helmut Färber (* 1962), österreichischer Musiker und Komponist (Die Mooskirchner)
- Hermann Färber (* 1963), deutscher Politiker
- Johann Hinrich Färber (1820–1888), deutscher Orgelbauer
- Johanna Färber (* 1998, evtl. 1997) österreichische Kletterin
- Jörg Faerber (1929–2022), deutscher Dirigent und Orchestermanager
- Karl Färber (1888–1979), deutscher Redakteur und Publizist
- Klaus Färber (Maler) (* 1941), deutscher Maler und Restaurator
- Klaus-Peter Färber (* 1947), deutscher Badmintonspieler
- Konrad-Maria Färber (1941–2013), deutscher Journalist und Verlagsleiter
- Mathias Färber (vor 1600–1632), Registrator, Notar, Archivar und Richter, siehe Mathias Tinctorius
- Meir Marcell Faerber (1908–1993), österreichisch-israelischer Schriftsteller
- Michael Färber (1778–1844), deutscher Diener von Johann Wolfgang von Goethe, Museumsinspektor, siehe Goethes Diener #Michael Färber (1814–1832)
- Michael Färber (General) (* 1960), deutscher General
- Michael Färber (Informatiker) (* 1987), deutscher Informatiker und Hochschullehrer
- Paul Faerber (1888–1963), deutscher Ingenieur
- Otto Färber (Journalist) (1892–1993), deutscher Journalist und Schriftsteller
- Otto Färber (Musiker) (1902–1987), tschechischer Kapellmeister und Komponist
- Peter Färber (1922–2009), deutscher Kommunalpolitiker (Bayreuther Gemeinschaft)
- Peter Faerber (* 1953), österreichischer Schauspieler und Synchronsprecher
- Ralph Färber (* 1971), deutscher Schwimmer
- Ronald Färber (* 1967), deutscher Fußballspieler und -trainer
- Sandra Färber (* 1992), deutsche Para-Leichtathletin
- Sigfrid Färber (1910–1996), deutscher Historiker und Fremdenverkehrsdirektor
- Uwe Faerber (1924–2017), deutscher Musikwissenschaftler
- Uwe Färber, deutscher Staatsrat in Bremen
- Werner Färber (1957–2021), deutscher Kinderbuchautor
- Wilhelm Färber (William Faerber; 1841–1905), deutsch-US-amerikanischer Pfarrer und Autor katechetischer Werke
- Willi Färber (1911–1988), deutscher Boxer
- Wolfgang Färber (* 1958), deutscher Fußballspieler der 1980er Jahre